# Стадион Дино Мануци
Стадион Дино Мануци (итал. Stadio Dino Manuzzi) је фудбалски стадион који користи ФК Чезена. Чезена се налази у округу Форли-Чезена у региону Емилија-Ромања, Италија.

## Историја
Фудбалски стадион отворен је 1957. и носио је име „Стадион Ла Фиорита“. У почетку, стадион није имао столице, али када је 1982. променио име у част предузетника и бившег председника Удружења Дина Мануција, уграђене су направљене столице од челичних цеви, а стадион је онда могао да прими 30.000 навијача. Године 1988, стадион је комплетно реновиран. Првобитни план је био да се поруши читав стадион, али је само проширен. Реновирана је и покривена главна трибина којој су додана 1.844 места, двоспратној трибини на супротној страни уграђена су још 9592 места, а иза голова 6212 места. Данас, стадион може да угости 23.860 гледалаца.
Било је предвиђено да се стадион сруши како би се изградио нови за потребе Европског првенства у фудбалу 2016., али је организацију добила Француска.